# Anton Grammel
Anton Grammel (Friedrichshafen, 24 luglio 1998) è uno sciatore alpino tedesco.

## Biografia
Originario di Sonthofen e attivo dal novembre del 2014, in Coppa Europa Grammel ha esordito il 17 febbraio 2017 a Oberjoch in slalom gigante (42º) e ha conquistato il primo podio il 19 febbraio 2022 a Oppdal nella medesima specialità (3º); ha debuttato in Coppa del Mondo il 12 marzo 2022 a Kranjska Gora sempre in slalom gigante, senza completare la prova, e ai Mondiali di Saalbach-Hinterglemm 2025, sua prima presenza iridata, si è classificato 12º nello slalom gigante. Non ha preso parte a rassegne olimpiche.

## Palmarès

### Coppa del Mondo
- Miglior piazzamento in classifica generale: 67º nel 2025

### Coppa Europa
- Miglior piazzamento in classifica generale: 40º nel 2022
- 2 podi:
  - 1 secondo posto
  - 1 terzo posto

### Nor-Am Cup
- Miglior piazzamento in classifica generale: 22º nel 2022
- 2 podi:
  - 1 secondo posto
  - 1 terzo posto

### Campionati tedeschi
- 2 medaglie:
  - 1 oro (slalom gigante nel 2025)
  - 1 bronzo (slalom gigante nel 2023)